# San Francisco Sola
San Francisco Sola là một đô thị thuộc bang Oaxaca, México. Năm 2005, dân số của đô thị này là 1321 người.